# Peroz von Persien
Peroz (mittelpersisch 𐭯𐭩𐭫𐭥𐭰 Pērōz [Inschriftliche Pahlavi], chinesisch Bilusi) war ein persischer Kronprinz, Sohn des letzten sassanidischen Großkönigs Yazdegerd III. und Bruder des Prinzen Bahram. Er wird auch teils als Peroz III. bezeichnet (da er seinen Thronanspruch nie aufgab) und starb wohl vor 679 im Exil am chinesischen Kaiserhof.

## Leben
Nachdem die Araber 636 in das Perserreich eingebrochen waren und den Sassaniden (wohl 638) in der Schlacht von Kadesia eine empfindliche Niederlage zugefügt hatten, wurde eine persische Delegation an den Hof der Tang-Kaiser entsandt, die chinesische Unterstützung gegen die Araber erbitten sollte. Der Kaiser Taizong lehnte dies jedoch ab. 661 bat der junge Prinz Peroz selbst die Chinesen erneut um Unterstützung, was wieder abgelehnt wurde; Peroz hielt in dieser Zeit wohl in Sistan einen letzten Rest von persischer Herrschaft aufrecht. Er ließ Münzen prägen und wurde von chinesischer Seite als Herrscher anerkannt, denn Anfang 662 war er vom chinesischen Kaiserhof als König von Bosi eingesetzt worden, womit er faktisch ein chinesischer Vasall wurde. 
Peroz wurde von den Arabern um 670 endgültig zur Flucht gezwungen und durfte in den folgenden Jahren in der chinesischen Hauptstadt Chang’an einen Exilhof etablieren. Der Tang-Kaiser Gaozong nahm Peroz freundlich auf, der auch die Erlaubnis erhielt, einen persischen Tempel zu errichten. Es ist unklar, ob es sich dabei um einen Feuertempel oder vielleicht um eine christliche Kirche gehandelt hat, da zahlreiche Anhänger von Peroz anscheinend Christen waren und er angeblich auch eine Christin geheiratet hatte. 
677 entsandte der Tang-Kaiser doch noch eine Streitmacht gegen die Araber, um Peroz an die Macht zu verhelfen, aber das Unternehmen scheiterte: Das Heer kam nur bis Kuqa. Wohl etwa um diese Zeit ist Peroz in Chang’an verstorben; einer chinesischen Quelle zufolge war er 679 jedenfalls tot. Er selbst und später sein ältester Sohn Narseh waren vom chinesischen Kaiser zum Gouverneur von Iran ernannt worden. Eine größere persische Minderheit verblieb ebenfalls in Chang’an und ist noch bis ins 9. Jahrhundert nachweisbar, wobei die vielen Christen unter ihnen als Vermittler des Christentums in China wirkten, wie die im Jahr 781 errichtete Nestorianische Stele belegt.
Die Erwähnung in chinesischen Quellen (Jiu Tang-shu [Alte Geschichte der Tang] bzw. Xin Tang-shu [Neue Geschichte der Tang], wobei die letztere Quelle die erstere in diesem Punkt korrigiert), dass Peroz zu den Türken flüchtete, mit ihrer Hilfe gegen die Araber kämpfte und erst später nach Chang’an ging, ist nicht ganz klar einzuordnen; vielleicht bezieht sich dies auf eine andere Person. Peroz’ Sohn Narseh versuchte offenbar, die Türken gegen die Araber zu mobilisieren. Es scheint so, dass noch Jahre nach der Eroberung des Sassanidenreichs die im Exil lebenden Perser Hoffnung hatten, wenigstens im östlichen Iran die arabische Herrschaft zu beseitigen, was letztendlich nicht gelang.